# Zatch Bell! Mamodo Fury
Zatch Bell! Mamodo Fury (金色のガッシュベル!! 激闘!最強の魔物達 Konjiki no Gash Bell!! Gekitou! Saikyou no mamonotachi?, lit. Golden Gash Bell!! Clash! Strongest Demons) är ett fightingspel som släpptes på PlayStation 2. Den ursprungliga japanska versionen publicerades av Bandai i slutet av 2004 efter sammanslagning med Namco men före bildandet av Namco Bandai Games. De efterföljande internationella utgåvorna och GameCube-versionerna publicerades under Namco Bandai Games. Spelet är baserat på Zatch Bell! franchise.